# La Béarnaise

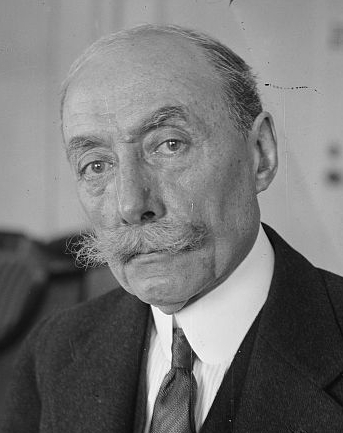
André Messager

La Béarnaise är en opéra comique i tre akter från 1885 med musik av André Messager och libretto av Eugène Leterrier och Albert Vanloo.

## Historia
Framgången med La Fauvette du temple i början av 1885 öppnade en del dörrar för Messager. Delphine Ugalde, som precis hade tagit över ledningen för Bouffes-Parisiens, satte som första föreställning upp La Béarnaise. När repetitionerna började hände det att sångerskan för huvudrollen var oförmögen att bära upp titelrollen. Till en början ansågs det att Ugaldes dotter Marguerite skulle ta över, men teaterdirektören frågade Jeanne Granier, som efter att endast ha hört första akten, tog sig an dubbelrollen som Jacquette-Jacquet. Granier hade egentligen dragit sig tillbaka från scenen men gjorde succé med rollen.
La Béarnaise framfördes första gången på Bouffes-Parisiens den 12 december 1885 och spelades 20 gånger det året och 44 nästa år. Ett klaverutdrag publicerades 1885. Verket blev en omedelbar framgång och spelades i London 1886 och i New York nästföljande år med titeln Jacquetta. Den sattes även upp i Budapest 1886 och i Prag 1892, samt en nypremiär på Trianon-Lyrique i Paris den 11 mars 1925.

## Roller
| Roller      | Röststämma  | Premiärbesättning 12 december 1885 (Dirigent: André Messager) |
| ----------- | ----------- | ------------------------------------------------------------- |
| Jacquette   | sopran      | Jeanne Granier                                                |
| Bianca      | sopran      | Mily-Meyer                                                    |
| Bettina     | sopran      | Feljas                                                        |
| L'hôtelière | mezzosopran | Ducouret                                                      |
| Carlo       | tenor       | B Paravicini                                                  |
| Perpignac   | tenor       | Eugène Vauthier                                               |
| Pomponio    | baryton     | Édouard Maugé                                                 |
| Girafo      | bas         | Gerpré                                                        |
| Le duc      | tenor       | Murator                                                       |
| Grabasson   | baryton     | Durieu                                                        |
| Cadet       | baryton     | Guerchot                                                      |

## Handling

### Akt 1
Kapten Perpignac från Béarn är en skrytsam kvinnokarl och fäktare. Ankommen till Paris har han inlett en förbindelse med Gabrielle, men påkommen av kungen Henrik IV skickas han till Italien. Väl där upptäcker Perpignac att han varken är ambassadör eller officer utan en fredlös brottsling som har vanärat sin konung.
Han är förbjuden att närma sig en kvinna i 40 dagar. Han har knappt hunnit påbörja sitt straff förrän han ser en vacker änka vid namn Bianca. Lyckligtvis träffar han på sin kusin Jacquette, som är hemligt förälskad i honom och som har kommit för att leta efter honom. Jacquette har anlänt till Parma precis i rätt tid eftersom Perpignac är i färd med att bryta mot kungens order. För att rädda honom klär hon ut sig i manskläder och får Bianca att gifta sig med henne.

### Akt 2
Jacquette, numera Jacquet, är klädd i vitt och går mycket motvilligt till bröllopet med den unga och vackra Bianca, men får Perpignac att lova avlösa henne till bröllopsnatten...
Det visar sig att Bianca älskar hertigen av Parmas hovmarskalk och gifter sig med honom istället. Béarnaise Jacquette återvänder till Béarn med Perpignac.
Musiken i andra akten togs emot mer positivt än den första, där Maugés couplets "Très souvent à la devanture" fick tas om tillsammans med Vauthiers madrigal "Chacun, madame, à votre aspect" och Graniers song "C'est du vin de Gascogne" och Mily Mayers couplets "Pour un détail, une nuance". Vaggsången "Fais nono, mon bel enfantoux !" uppmärksammades också. Kritikerna beundrade även den superba orkestreringen och lätta stil i jämförelse med Messagers samtida.